# Natogyi
Natogyi är en kommun i Myanmar.   Den ligger i regionen Mandalayregionen, i den centrala delen av landet, 190 km norr om huvudstaden Naypyidaw. Antalet invånare är 182 376.